# Ањоло
Ањоло (итал. Agnolo) насеље је у Италији у округу Мантова, региону Ломбардија.
Према процени из 2011. у насељу је живело 53 становника. Насеље се налази на надморској висини од 10 м.